# Genocidio negro

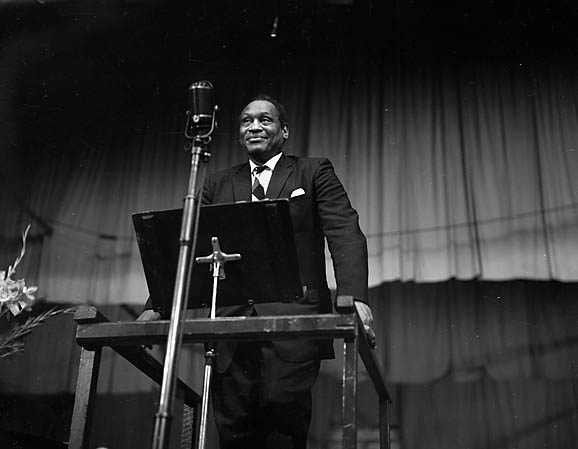
El activista Paul Robeson presentó a las Naciones Unidas en 1951 la petición We Charge Genocide (en español: «Nos acusamos de genocidio»), para demostrar el supuesto plan del gobierno de los Estados Unidos para eliminar a la población afroestadounidense.

El genocidio negro es un término controversial,  originado en Estados Unidos, que sostiene que el gobierno de dicho país alentaba políticas de Estado para eliminar sistemáticamente a la población negra. Es considerada como una teoría conspirativa que encuentra refugio en las ramas más radicales del poder negro, la supremacía negra y el nacionalismo negro.
Los que suelen argumentar a favor de la existencia de la teoría afirman que el genocidio es llevado de forma sutil, no necesariamente siempre por el gobierno, si no, por el propio pueblo de mayoría blanca, poniendo de ejemplos los linchamientos y el racismo sistémico deliberadamente dirigido contra afroestadounidenses, éstas prácticas eran algo muy común hasta finales del siglo XX en Estados Unidos. El Congreso de Derechos Civiles, antecesor del Movimiento por los derechos civiles, pidió en 1951 a las Naciones Unidas que las dos actividades practicadas —linchamiento y  racismo— sean consideradas como delito de genocidio. En la década de 1960, Malcolm X acusó al gobierno de Estados Unidos de participar en genocidio contra personas negras, citando injusticia a largo plazo, crueldad y violencia de blancos contra negros.
La idea de un genocidio estuvo presente poco tiempo en la agenda del movimiento por los derechos civiles y fue monopolizado por algunos grupos de poder negro, por tal los sucesos que las diversas organizaciones de poder negro acusan de «genocidio» siguen siendo tomadas como teorías de conspiración. En los Estados Unidos, en la década de 1960, la política sanitaria de entrega de píldoras anticonceptvias para el control de la natalidad durante el gobierno de Lyndon B. Johnson en barrios pobres en donde habitaba la gran masa poblacional negra, es considerado la primera política estatal para el exterminio de negros; después de que el aborto fue legalizado más ampliamente en 1970, algunos militantes negros nombraron que la interrupción del embarazo forma parte del genocidio; la mayoría de las mujeres afroestadounidenses no estaban convencidas de que se había desvanecido una conspiración y una retórica acerca del genocidio racial. Sin embargo, las revelaciones mediáticas de 1973 sobre décadas de esterilización obligatoria patrocinada por el gobierno llevaron a algunos a decir que esto era parte de un verdadero plan para el genocidio negro.
Entre finales del siglo XX y la actualidad siglo XXI, el envío de negros a la guerra de Vietnam y la alta tasa de población carcelaria negra también es considera parte del genocidio negro.

## Perspectiva
En 1976, el sociólogo Irving Louis Horowitz publicó un análisis del genocidio negro y llegó a la conclusión de que el vigilantismo racista y la acción esporádica de los blancos individuales eran los culpables de las diversas estadísticas que muestran que los negros sufren de mayores tasas de mortalidad. Horowitz concluyó que el gobierno de los Estados Unidos no podía ser implicado como un conspirador y que no había ninguna conspiración para participar en un genocidio negro concertado.
La científica política Joy A. James escribió en 2013 que la «conclusión lógica» del racismo estadounidense es el genocidio y que los miembros de la élite negra son cómplices, junto con los estadounidenses blancos, en la realización del genocidio negro. Algunos grupos de centro derecha y extrema derecha de Latinoamérica afirman que existe el genocidio negro al igual que el genocidio blanco y que ambos son reprochables por igual.

## Uso del término en otros países
Desde el punto de vista histórico, para Alemania la masacre contra la población aborigen en la Namibia alemana de 1904-1907 fue un genocidio negro, y para sectores cercanos a la izquierda política en Argentina, el abandono por parte del Estado argentino hacia su población negra desde el surgimiento de la República representa un genocidio negro invisibilizado.